# Omkara (phim)
Omkara (tiếng Hindi:ॐकारा) là bộ phim điện ảnh Ấn Độ, sản xuất năm 2006, do Vishal Bhardwaj viết kịch bản và đạo diễn, tham gia một số liên hoan phim quốc tế, và đoạt một số giải thưởng, nhiều giải của quốc gia. Phim dựa theo vở bi kịch nổi tiếng Othello của William Shakespeare. Đây là phiên bản gần nhất chuyển thể từ vở bi kịch này.

## Diễn viên
| Actor              | Character in the movie          | Character in the play |
| ------------------ | ------------------------------- | --------------------- |
| Ajay Devgan        | Omkara 'Omi' Shukla             | Othello               |
| Kareena Kapoor     | Dolly Mishra                    | Desdemona             |
| Saif Ali Khan      | Ishwar 'Langda' Tyagi           | Iago                  |
| Vivek Oberoi       | Keshav 'Kesu Firangi' Upadhyaya | Cassio                |
| Bipasha Basu       | Billo Chamanbahar               | Bianca                |
| Konkona Sen Sharma | Indu                            | Emilia                |
| Deepak Dobriyal    | Rajan 'Rajju' Tiwari            | Roderigo              |
| Naseeruddin Shah   | Bhaisaab                        | Duke of Venice        |